# Кван, Дженни
Дженни Кван (англ. Jennie Kwan; род. 9 сентября 1973 года) — американская актриса и певица филиппинского происхождения. Наиболее известна своей ролью в телесериале «California Dreams». Играла главную роль Ким в мюзикле Мисс Сайгон.

## Избранная фильмография
- 1997: «Троянская штучка»  - Триш